# SMS Prinz Adalbert (1901)
O SMS Prinz Adalbert foi um cruzador blindado operado pela Marinha Imperial Alemã e a primeira embarcação da Classe Prinz Adalbert, seguido pelo SMS Friedrich Carl. Sua construção começou em abril de 1900 no Estaleiro Imperial de Kiel e foi lançado ao mar em junho do ano seguinte, sendo comissionado na frota alemã em janeiro de 1904. Era armado com uma bateria principal composta por quatro canhões de 210 milímetros montados em duas torres de artilharia duplas, tinha um deslocamento carregado de quase dez mil toneladas e alcançava uma velocidade máxima de vinte nós.
A finalização do Prinz Adalbert foi atrasada em anos porque o Estaleiro Imperial de Kiel estava na época lidando com um excesso de projetos de construção. Ele foi colocado para atuar como navio-escola de artilharia assim que entrou em serviço, função que desempenhou pelos dez anos seguintes durante toda a sua carreira em tempos de paz. Integrou primeiro a Frota Doméstica e depois sua sucessora Frota de Alto-Mar, participando de exercícios e manobras de treinamento junto com o resto da frota e também realizando várias viagens diplomáticas para portos estrangeiros.
A Primeira Guerra Mundial começou em agosto de 1914 e o Prinz Adalbert foi colocado nas forças de reconhecimento da frota, alternando serviço no Mar Báltico e Mar do Norte. O Friedrich Carl foi afundado em novembro e o Prinz Adalbert foi transferido para o Báltico para substituí-lo, tornando-se a capitânia da Divisão de Cruzadores. Foi torpedeado por um submarino britânico em julho de 1915, mas conseguiu voltar para o porto. Foi consertado e então torpedeado de novo em 23 de outubro, mas desta vez afundou com a maior parte de sua tripulação depois de uma explosão interna.

## Características

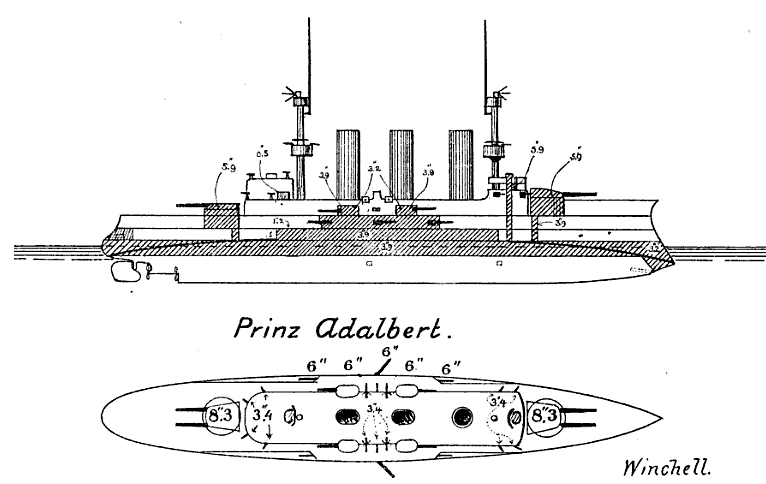
Desenho do Prinz Adalbert

A Classe Prinz Adalbert foi projetada a fim de servir no estrangeiro nas colônias da Alemanha e também para atuar como batedores para a frota em águas territoriais. A necessidade de desempenhar as duas funções foi o resultado de restrições orçamentárias, o que por sua vez impediu a Marinha Imperial Alemã de construir embarcações especializadas para cada função. O projeto foi inspirado no predecessor SMS Prinz Heinrich, mas incorporando um armamento diferente e um esquema de blindagem mais amplo.
O Prinz Adalbert tinha 126,5 metros de comprimento de fora a fora, uma boca de 19,6 metros e um calado de 7,43 metros à vante. Seu deslocamento normal era de 9 087 toneladas, enquanto o deslocamento carregado era de 9 875 toneladas. Seu sistema de propulsão era composto por catorze caldeiras de tubos d'água Dürr a carvão que alimentavam três motores de tripla-expansão, cada um girando uma hélice. Tinham uma potência indicada de 16,2 mil cavalos-vapor (11,9 mil quilowatts) para uma velocidade máxima de vinte nós (37 quilômetros por hora), mas excedeu ligeiramente estes valores durante seus testes marítimos. Podia carregar até 1 630 toneladas de carvão para uma autonomia máxima de 5 080 milhas náuticas (9 410 quilômetros) a uma velocidade de doze nós (22 quilômetros por hora). Sua tripulação era formada por 35 oficiais e 551 marinheiros.
O armamento principal consistia em quatro canhões calibre 40 de 210 milímetros montados em duas torres de artilharia duplas, uma à vante e outra à ré da superestrutura na linha central da embarcação. O armamento secundário tinha dez canhões calibre 40 de 149 milímetros, seis montadas em casamatas no casco e quatro em torres de artilharia únicas logo acima. A defesa contra barcos torpedeiros tinha doze canhões calibre 35 de 88 milímetros em montagens individuais. Também foi equipado com quatro tubos de torpedo submersos de 450 milímetros, um na proa, um na popa e um em cada lateral. O cinturão principal de blindagem era feito de aço Krupp e tinha oitenta a cem milímetros de espessura, já o convés blindado tinha quarenta a oitenta milímetros. Tanto as torres de artilharia principais quanto a torre de comando tinham laterais de 150 milímetros.

## Carreira

### Tempos de paz

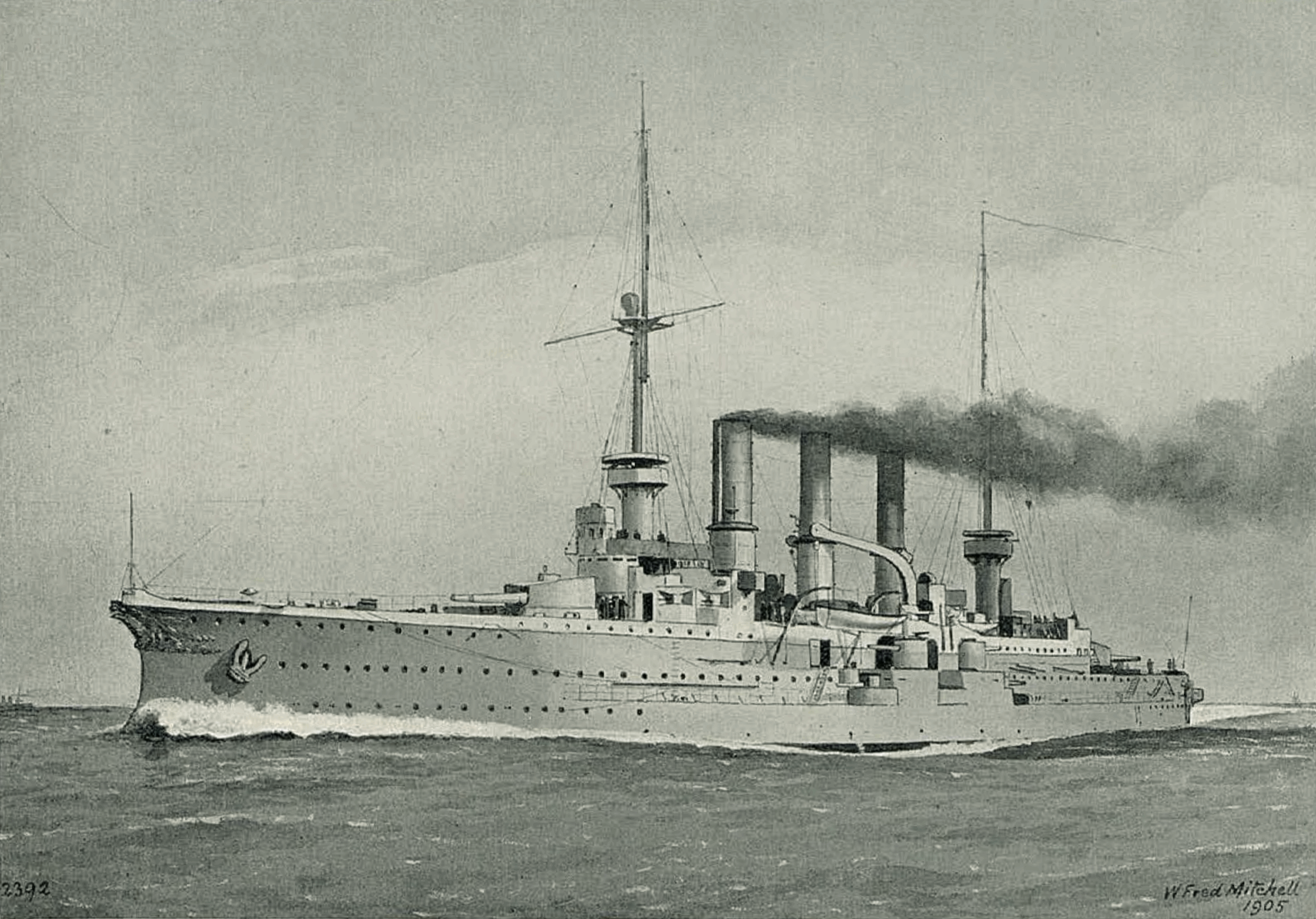
Desenho de William Frederick Mitchell de 1905 do Prinz Adalbert

O Prinz Adalbert era uma nova adição à frota alemã, assim foi encomendado sob o nome provisório "B" e com o número de construção 27. Seu batimento de quilha ocorreu em abril de 1900 no Estaleiro Imperial de Kiel e foi lançado ao mar em 22 de junho de 1901. A cerimônia de lançamento teve a presença do imperador Guilherme II, sua esposa a imperatriz Augusta Vitória, seu filho príncipe Adalberto e seu irmão almirante príncipe Henrique. O batismo foi feito pela princesa Irene, esposa de Henrique, com este também realizando um discurso para marcar a ocasião. O processo de equipagem prosseguiu bem lentamente, principalmente porque o Estaleiro Imperial de Kiel estava tentando construir muitos navios ao mesmo tempo. Os trabalhos só foram finalizados em 12 de janeiro de 1904, sendo comissionado no mesmo dia para testes marítimos. Seu primeiro oficial comandante foi o capitão de mar Hermann Jacobsen e o Prinz Adalbert foi designado para serviço como navio-escola. Seu custo de construção foi de 16,371 milhões de marcos de ouro. Os testes marítimos terminaram em 30 de maio e o cruzador começou seus deveres como navio-escola de artilharia.
Participou em setembro das manobras anuais de outono junto com a Frota Doméstica. Uma unidade especial de treinamento foi criada no início de 1905 e formada por navios da reserva, navios-escola e uma flotilha de barcos torpedeiros, com o Prinz Adalbert sendo a capitânia do contra-almirante Hugo Zeye de 1905 a 1907. O navio e o cruzador rápido SMS Berlin escoltaram em julho de 1905 o iate SMY Hohenzollern com Guilherme a bordo para uma visita ao rei Óscar II da Suécia. No mês seguinte se juntou aos cruzadores rápidos SMS Undine e SMS Nymphe para manobras de treinamento próximas de Swinemünde que tinha o objetivo de testar os navios contra uma simulação de ataque noturno de barcos torpedeiros. Os testes foram observados pelo contra-almirante Ludwig Schröder, o Inspetor de Armas Navais, a bordo do Prinz Adalbert. O imperador subiu a bordo ao final dos exercícios, em que a embarcação rebocou um antigo barco torpedeiro cheio de cortiça enquanto os cruzadores rápidos atiravam nele. O Prinz Adalbert não participou das manobras de outono de 1905, porém esteve presente em 13 de setembro para a revista naval ao final dos exercícios. O navio auxiliar SMS Fuchs foi designado em fevereiro de 1906 para dar suporte ao Prinz Adalbert. O cruzador serviu entre 17 e 28 de junho de capitânia para o príncipe Henrique, o Comandante da Estação Naval do Mar Báltico. Durante este período viajou para a Noruega a fim de participar da coroação do rei Haakon VII.
O cruzador participou das manobras de outono em 1907 e 1909. Durante estas últimas fez parte da Divisão de Reserva, novamente sob o comando de Zeye, nesta altura promovido a vice-almirante. Serviu de capitânia do III Grupo de Reconhecimento sob o comando do contra-almirante Johannes Merten. O Prinz Adalbert realizou testes de artilharia no Mar do Norte entre março de 1910 e março de 1911, visitando Tórshavn e Vestmanna nas Ilhas Faroe. Visitou Ålesund na Noruega em julho e agosto. Participou a partir de 5 de setembro de uma grande revista naval em Kiel que teve a presença de Guilherme e do arquiduque Francisco Fernando, o herdeiro do trono da Áustria-Hungria. O Prinz Adalbert foi descomissionado no dia 29, com o cruzador blindado SMS Blücher assumiu seu lugar de navio-escola de artilharia. Passou por uma grande reforma e retornou ao serviço em 1º de novembro de 1912, novamente com a escola de artilharia.  Ficou baseado em Sonderburg, onde substituiu o cruzador blindado SMS Prinz Heinrich.

### Primeira Guerra

#### Primeiras ações

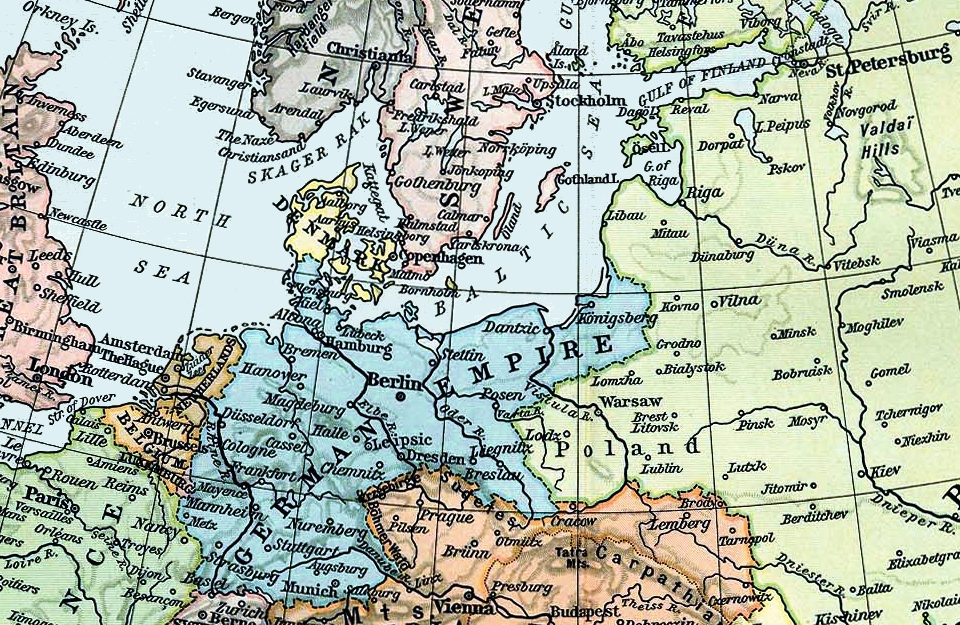
Mapa de 1911 dos Mares do Norte e Báltico

A Primeira Guerra Mundial começou em agosto de 1914 e o capitão de mar Andreas Michelsen assumindo o comando do Prinz Adalbert. Foi designado para o IV Grupo de Reconhecimento, sob o contra-almirante Hubert von Rebeur-Paschwitz. Foi enviado no dia 26 para resgatar o cruzador rápido SMS Magdeburg, que tinha encalhado naquele mesmo dia, porém foi chamado de volta depois de ser informado que a tripulação do Magdeburg foi forçada a deliberadamente afundar seu navio. O Prinz Adalbert foi transferido para o Mar do Norte em 7 de setembro e dois dias depois de protegeu os lança-minas SMS Nautilus e SMS Albatross mais um navio auxiliar enquanto criavam um campo minado para proteger a entrada sul do Canal Imperador Guilherme. O navio foi brevemente destacado para guardar o Grande Belt depois de informações falsas terem sido recebidas de que navios britânicos tentariam ir para o Mar Báltico. Depois disso se juntou à Frota de Alto-Mar para uma surtida entre 2 e 4 de novembro.
Seu irmão SMS Friedrich Carl foi afundado em 17 de novembro, com o Prinz Adalbert sendo destacado do IV Grupo de Reconhecimento e enviado no dia 29 para substitui-lo na Divisão de Cruzadores Litorâneos no Báltico. Tornou-se em 7 de dezembro a capitânia do contra-almirante Ehler Behring, o comandante do destacamento de cruzadores no Báltico. Fez uma surtida no dia 15 com os cruzadores rápidos SMS Augsburg, SMS Lübeck, SMS Amazone e SMS Thetis, mais vários barcos torpedeiros, para uma varredura de reconhecimento em direção das Ilhas Åland, mas voltaram para o porto três dias depois sem terem encontrado embarcações inimigas. Outra varredura ocorreu de 27 a 29 de dezembro, desta vez para dar cobertura para uma surtida dos cinco couraçados pré-dreadnought da Classe Kaiser Friedrich III da V Esquadra de Batalha em direção da Gotlândia.

#### Mar Báltico
O Prinz Adalbert, Thetis, Augsburg, Lübeck e vários barcos torpedeiros e submarinos partiram em 6 de janeiro de 1915 em uma patrulha em direção de Utö, onde descobriram uma base de submarinos russa. Eles planejaram um ataque com os barcos torpedeiros e o Thetis, já que este tinha o calado mais raso, mas falhas de comunicação impediram o ataque. O Prinz Adalbert, o Augsburg e vários barcos torpedeiros realizaram no dia 22 outra varredura de reconhecimento em direção das Ilhas Åland, bombardeando posições russas em Libau na viagem de volta. O navio encalhou próximo de Steinort durante a operação, enquanto o Augsburg bateu em uma mina naval perto de Bornholm. Foi libertado e consertado, com Michelsen servindo como o comandante do destacamento no lugar de Behring de 13 de fevereiro a 9 de março, quando o Prinz Adalbert ficou pronto para voltar ao serviço. Behring retornou ao cruzador em 20 de março. Neste meio tempo os russos brevemente capturaram Memel. O Almirantado Imperial destacou a II Esquadra de Batalha, o II Grupo de Reconhecimento e duas flotilhas de barcos torpedeiros da Frota de Alto-Mar com o objetivo de reforçar as forças no Báltico. Os navios começaram a realizar ataques diversionistas em apoio à campanha do Exército Alemão para retomar Memel. O Prinz Adalbert deu suporte para uma dessas operações, um ataque do II Grupo de Reconhecimento no Mar de Bótnia contra navios mercantes russos em 23 de março. Os navios da Frota de Alto-Mar foram convocados de volta ao Mar do Norte no dia seguinte.
Outra operação ocorreu entre 13 e 17 de abril, com o Prinz Adalbert, Thetis e Lübeck dando suporte ao lança-minas SMS Deutschland na criação de um campo minado perto de Dagö. O Almirantado instituiu no dia 20 uma reorganização das forças no Báltico e Behring foi substituído pelo contra-almirante Albert Hopman. Michelsen na mesma época foi promovido ao estado-maior de Behring e foi substituído no comando do Prinz Adalbert pelo capitão de mar Wilhelm Bunnemann. O navio permaneceu como capitânia e Hopman fez seu primeiro cruzeiro a bordo em 27 de abril, navegando de Kiel para Danzig. O general-marechal de campo Paul von Hindenburg, comandante das forças alemãs na Frente Oriental, ordenou um grande ataque contra Libau. As forças dariam apoio a uma tentativa do exército de tomar a cidade. Os pré-dreadnoughts da IV Esquadra de Batalha e os cruzadores do IV Grupo de Reconhecimento dariam suporte adicional para a operação. O ataque ocorreu em 7 de maio e consistia no Prinz Adalbert, Prinz Heinrich, Augsburg, Thetis, Lübeck, no cruzador blindado SMS Roon e no antigo navio de defesa de costa SMS Beowulf. Foram escoltados por vários barcos torpedeiros e draga-minas. O bombardeio ocorreu como planejado, porém o barco torpedeiro SMS V107 bateu em uma mina e afundou. Forças terrestres conseguiram realizar seu ataque e tomar a cidade.
O lança-minas SMS Albatross, escoltado pelo Roon, Augsburg, Lübeck e sete barcos torpedeiros, criou em 1º de julho um campo minado ao norte de Bogskär. Os navios se separaram em dois grupos na volta: o Augsburg, Albatross e três barcos torpedeiros foram para Rixhöft, enquanto os restantes seguiram para Libau. Os primeiros foram interceptados por três cruzadores blindados e dois cruzadores rápidos russos. O comodoro Johannes von Karpf, o comandante da flotilha, ordenou que o mais lento Albatross navegasse para a neutra Suécia e convocou de volta o Roon e Lübeck. O Albatross encalhou na Gotlândia e o Augsburg conseguiu escapar, com russos brevemente atacando o Roon antes dos dois lados recuarem. Hopman foi informado da situação e partiu com o Prinz Adalbert e Prinz Heinrich a fim de dar apoio. Os cruzadores encontraram no caminho o submarino britânico HMS E9, que torpedeou o Prinz Adalbert. O acertou foi embaixo da torre de comando, causou danos sérios e matou dez tripulantes. Hopman se transferiu para o barco torpedeiro SMS V99 enquanto Michelsen permaneceu a bordo para supervisionar o retorno ao porto. Aproximadamente duas mil toneladas de água entraram no navio, aumentando seu calado significativamente e assim impedindo-o de entrar em Danzig. Em vez disso seguiu para Kiel, onde chegou em 4 de julho.

#### Naufrágio
Os reparos foram finalizados em setembro. O Prinz Adalbert se juntou em 21 de setembro a uma surtida para o Golfo da Finlândia junto com os couraçados pré-dreadnought SMS Braunschweig, SMS Elsass, SMS Mecklenburg, SMS Schwaben e SMS Zähringen, mais o cruzador rápido SMS Bremen. Não encontraram forças russas e retornaram dois dias depois. Outra operação ocorreu em 5 de outubro, desta vez na companhia do Prinz Heinrich e Bremen com o objetivo de dar cobertura para a criação de um campo minado ao noroeste de Östergarn. Os navios completaram sua missão no dia seguinte e voltaram para o porto sem incidente. Hopman transferiu sua capitânia para o Roon em 19 de outubro e o Prinz Adalbert partiu para uma patrulha entre Fårö e Dagerort. Ele estava no dia 23 navegando a vinte milhas náuticas (37 quilômetros) ao oeste de Libau na companhia de dois barcos torpedeiros à caminho da patrulha quando foi interceptado pelo submarino britânico HMS E8. Este lançou seus torpedos a uma distância de 1,2 quilômetro. O cruzador foi acertado e seu depósito de munição detonou, com uma enorme explosão destruindo o Prinz Adalbert e o fazendo afundar imediatamente. Houve 672 mortos, com apenas três marinheiros conseguindo sobreviver. Foi a maior perda de vidas em um evento único nas forças navais alemãs no Báltico durante toda a guerra.